# ベン・アニック
ベンジャミン・ロバート・”ベン”・アニック（Benjamin Robert "Ben" Alnwick, 1987年1月1日 - ）は、イングランド・ノーサンバーランド州プラドー出身のサッカー選手。現在は無所属。ポジションはゴールキーパー。
サッカー選手のジャク・アニックは実弟。

## クラブ歴
サンダーランドAFCでプロキャリアをスタート。
2007年1月より、プレミアリーグのトッテナム・ホットスパーFCに移籍。フュレプ・マールトンとのトレードの形でホワイト・ハート・レーンに到着し5年契約を締結した。しかしリーグ戦の出場は2010年5月9日のバーンリーFC戦のみで、期限付き移籍を繰り返した。
2012年7月5日、チャンピオンシップのバーンズリーFCと2年契約を締結した。12試合に出場したが、2013年9月2日にクラブとの契約を解除する。
同月4日、チャンピオンシップのチャールトン・アスレティックFCへ1年契約で加入。2014年1月31日、リーグ1のレイトン・オリエントFCにシーズン終了までの契約で復帰する。エルディン・ヤクポヴィッチの退団などで手薄となったGKのポジションを争ったが、出場は1試合に留まり3月24日にクラブとの契約を解除した。無所属の期間を経て、7月25日にリーグ1のピーターバラ・ユナイテッドFCと3年契約を締結した。
2016年8月、リーグ1のボルトン・ワンダラーズFCに2年契約で加入。正守護神としてクラブのチャンピオンシップ昇格、翌2017-18シーズンのチャンピオンシップ残留に貢献する。2018年6月5日には新たに2年契約を締結した。2018-19シーズンの結果クラブはリーグ1へ降格となり、2019年12月27日にクラブとの双方合意に基づきユニバーシティ・オブ・ボルトン・スタジアムを去った。

## 代表歴
各年代でイングランド代表に選出されているが、長らくジョー・ハートの控えだった。